# マヌエル・アグード
ノリート（Nolito）こと、マヌエル・アグード・デュラン（Manuel Agudo Durán、1986年10月15日 - ）は、スペイン・サンルーカル・デ・バラメーダ出身の元サッカー選手。元スペイン代表。ポジションはFW。

## 経歴

### クラブ
生地であるサンルーカル・デ・バラメーダの地元クラブからキャリアをスタートさせ、2006年には才能を認められバレンシアCFのカンテラへと移籍を果たす。
ところが、層の厚いバレンシアでは結果を残すことができず、エシハへとレンタル放出されてしまう。このエシハで2007-08シーズンのセグンダ・ディビシオンB優勝という歓喜を味わい、ここに貢献したことが認められレンタル期間終了も重なったことから2008年夏にルイス・エンリケが指導していたFCバルセロナ・アトレティックへと引き抜かれる。アトレティックでは、再びベンチを温めることが多くなり、ジェフレン・スアレスやビクトール・バスケスといった年下の有望株に先を越された。
2010年12月、バルサの選手としては異例のレアル・マドリードへの移籍願望を明かした。これは、ノリートが20歳を超えてからアトレティックに加入し、他の選手ほどバルサに愛着がない事が理由であったが、バルセロナのファンから猛烈な批判を受ける結果となった。
2011年7月1日、バルセロナとの契約が満了し、ポルトガルのSLベンフィカに5年契約で移籍した。移籍初年こそ29試合11得点という成績を上げたが、翌シーズンには出場機会が減り、6試合で1得点という成績に終わる。冬の移籍市場でグラナダCFへレンタル移籍をして、スペインへ帰国。
2013年、バルセロナB時代の指揮官であったルイス・エンリケの指導するセルタ・デ・ビーゴへ移籍。
2016年7月1日、イングランド・プレミアリーグのマンチェスター・シティへ1380万ポンド(20.1億円) の移籍金で4年契約での完全移籍が発表された。背番号は9番に決まった。チャンピオンズリーグプレーオフのブカレスト戦で移籍後初ゴールを決め、アグエロのゴールもアシストした。
序盤こそ好調に思われたが、イングランドでの生活に馴染めなかったことや、ジョゼップ・グアルディオラが様々なシステムを試すうちに徐々に出場機会を減らし、2017年7月15日、セビージャFCに移籍することが発表された。
2020年6月18日、シーズン途中ながらセルタへの復帰が決定。スペインサッカー連盟の「チームに5カ月以上の離脱者が出た場合に限り、移籍市場閉幕後もスペイン国内クラブあるいは無所属の選手を獲得できる」という規定をGKセルヒオ・アルバレスが長期離脱したセルタが使用しての獲得となった。
セルタを退団した後、2022年9月5日にUDイビサとの2年契約に合意したと発表された。2023年9月12日、現役引退を発表した。

### 代表
世代別代表への招集経験は無かったが、セルタでの活躍から2014年11月のUEFA EURO 2016予選へ向けたメンバーに初招集され、11月18日のベラルーシ戦で代表デビュー。2016年5月29日のボスニア・ヘルツェゴビナとの親善試合で代表初得点を含む2ゴールを挙げると、続く6月1日の韓国との親善試合でも2得点を挙げた。UEFA EURO 2016ではグループリーグ第2戦のトルコ戦で1得点を挙げた。

## タイトル

### クラブ
FCバルセロナ
- ラ・リーガ: 2010-11

SLベンフィカ
- タッサ・ダ・リーガ: 2011-12